# Bolho
Bolho ist ein Ort und eine ehemalige Gemeinde (Freguesia) im portugiesischen Kreis Cantanhede. Die Gemeinde hatte 847 Einwohner (Stand 30. Juni 2011).
Am 29. September 2013 wurden die Gemeinden Bolho und Sepins zur neuen Gemeinde União das Freguesias de Sepins e Bolho zusammengeschlossen.